# Goirans
Goirans (francès Goyrans) és un municipi francès del departament de l'Alta Garona a la regió d'Occitània.

## Agermanaments
- Baie-Mahault, (Guadeloupe, França)